# Василій (Михайлов)
Митрополит Василій (в миру Васил Міхайлов; травень 1847, Стамбул — 24 грудня 1927, Русе) — єпископ Болгарської православної церкви, митрополит Доростольський і Червенський. У 1918-1920 роках — намісник-голова Священного Синоду Болгарської православної церкви.

## Біографія
Народився в травні 1847 в Стамбулі в сім'ї торговця хутрами. У 1861 році закінчив болгарське народне училище при храмі святого Стефана в Стамбулі, після чого став канонархом в храмі святого Стефана і помічником єпископа Макаріопольського Іларіона.
З серпня 1861 роки навчався в гімназії в Белграді, де зблизився з діячами «Першого болгарського легіону»: Георгієм Раковським, Василем Левським, Василом Друмевим і іншими. У 1865 році закінчив навчання і повернувся в Стамбул.
З жовтня 1865 до початку 1866 роки вивчав в Стамбулі грецьку мову після чого вступив в богословську школу на острові Халки, яку закінчив у 1872 році.
27 червня 1872 року в храмі святого Стефана в Стамбулі єпископом Макаріопольським Іларіоном пострижений в чернецтво і висвячений у сан ієродиякона. Після призначення в 1872 року єпископа Іларіона митрополитом Великотирнівським ієродиякон Василь разом з ним переїхав до Болгарії, де служив архідияконом при ньому.
У 1875 році, після смерті митрополита Іларіона, переїхав в Русе і до 1879 року був секретарем митрополита Доростольського і Червенського Григорія.
З 1879 роки вивчав богослів'я і філософію в університетах Мюнхена і Лейпцига. У 1884 році в Гейдельберзькому університеті отримав ступінь доктора філософії.
На початку 1885 року повернувся до Русе і був висвячений у сан ієромонаха, зведений в сан архімандрита і призначений протосинкелом митрополита Григорія. 21 січня 1891 року обраний митрополитом Софійським, але 27 березня відмовився від обрання і залишився помічником митрополита Григорія.
11 квітня 1899 був обраний, а 18 липня в Стамбулі хіротонізований на митрополита Доростольського і Червенського. Був духівником болгарського князя Бориса ІІІ і сповідником болгарського екзарха Йосифа I.
З червня 1918 по 22 жовтня 1921 був намісником-головою Священного Синоду, тобто фактичним главою Болгарського Екзархату.
Помер 24 січня 1927 року в Русе. Похований в притворі Свято-Троїцького кафедрального собору в Русе.

## Нагороди
- Орден «Святий Олександр»